# Liste der irakischen Botschafter in den Vereinigten Staaten

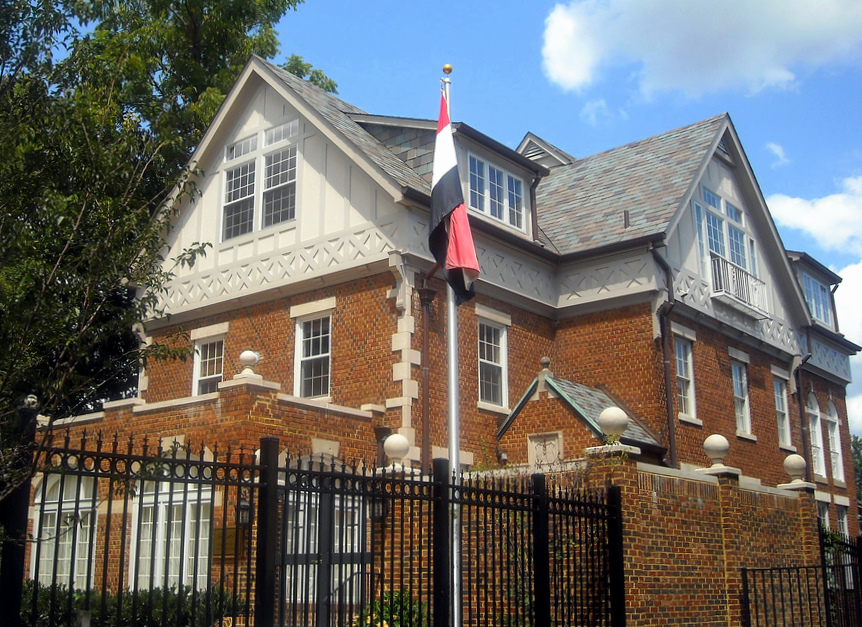
Die Botschaft befindet sich in 3421 Massachusetts Ave., Washington, D.C.

| Agrément / Ernannt | Akkreditierung | Botschafter                 | Bemerkungen | Regierung des Iraks       | Regierung der Vereinigten Staaten | Posten verlassen |
| ------------------ | -------------- | --------------------------- | --- | ------------------------- | --------------------------------- | ---------------- |
| 27. Apr. 1942      | 4. Mai 1942    | Ali Jawdat al-Aiyubi        | außerordentlicher Gesandter und Ministre plénipotentiaire eröffnete die Auslandsvertretung.                                   | Nuri as-Said              | Franklin D. Roosevelt             |                  |
| 7. März 1947       | 4. Apr. 1947   | Ali Jawdat al-Aiyubi        | Aufwertung der Gesandtschaft zur Botschaft                                                                                    | Salih Dschabr             | Harry S. Truman                   |                  |
| 10. Apr. 1948      |                | Ahmed Izzet Mohammed        | Geschäftsträger | Muzahim el Patschatschi   | Harry S. Truman                   |                  |
| 23. Dez. 1948      |                | Abdullah Ibrahim Bakr       | Geschäftsträger | Muzahim el Patschatschi   | Harry S. Truman                   |                  |
| 3. Juni 1953       |                | Abdul Jalil Rawi            | Geschäftsträger | Jamil al-Midfai           | Dwight D. Eisenhower              |                  |
| 11. Sep. 1953      | 26. Sep. 1953  | Moussa Al-Shabandar         | | Jamil al-Midfai           | Dwight D. Eisenhower              |                  |
| 25. Mai 1959       | 11. Juni 1959  | Ali Haider Sulaiman         | 1957 bis 1959:Botschafter in Bonn 7. Juli 1964 bis Mai 1966 Botschafter in Bern.                                              | Abd al-Karim Qasim        | Dwight D. Eisenhower              |                  |
| 25. März 1964      | 8. Apr. 1964   | Nasir al-Hani               | Nasser al-Hani (* 1920; † 1968 assassinated by Saddam’s intelligence forces) 1968: Außenminister.                             | Tahir Yahya               | Lyndon B. Johnson                 |                  |
| 4. Feb. 1967       |                | Nuri Jamil                  | Generalmajor 1958: Botschafter in Kabul, 1961: Botschafter in Neu-Delhi, auch zum Botschafter in Ottawa ernannt.              | Tahir Yahya               | Lyndon B. Johnson                 |                  |
| 6. Juni 1967       |                |                             | Beziehungen unterbrochen Schutzmacht Indien                                                                                   | Tahir Yahya               | Lyndon B. Johnson                 | 26. Nov. 1984    |
| 18. Jan. 1985      | 5. März 1985   | Nizar Hamdoon               | | Saddam Hussein            | Ronald Reagan                     |                  |
| 2. Okt. 1987       | 20. Okt. 1987  | Abdul Amir al-Anbari        | 2001–2003 Botschafter beim Heiligen Stuhl                                                                                     | Saddam Hussein            | Ronald Reagan                     |                  |
| 11. Sep. 1989      | 24. Okt. 1989  | Mohamed Sadiq Al-Mashat     | nach der Besetzung Kuwaits abberufen, verließ die USA am 15. Januar 1991                                                      | Saddam Hussein            | George H. W. Bush                 | 15. Jan. 1991    |
| 6. Feb. 1991       |                |                             | Mit einer Note vom 8. Februar 1991 teilte die Irakische Regierung mit, dass die Beziehungen seit 6. Februar eingestellt sind. | Muhammad Hamza az-Zubaidi | George H. W. Bush                 |                  |
| 30. Apr. 1991      |                |                             | Mit einer Note vom 30. April 1991 teilte die algerische Regierung ihre Bereitschaft zu guten Diensten als Schutzmacht mit.    | Muhammad Hamza az-Zubaidi | George H. W. Bush                 |                  |
| 11. Apr. 2006      | 20. Mai 2006   | Samir Sumaidaie             | | Dschawad al-Maliki        | George W. Bush                    |                  |
| 4. Jan. 2012       | 18. Jan. 2012  | Jabir Habeb Jabir Hemaidawi | (* 1955 in Baghdad) | Dschawad al-Maliki        | Barack Obama                      |                  |
| 31. Mai 2013       | 18. Juli 2013  | Lukman Faily                | | Dschawad al-Maliki        | Barack Obama                      |                  |